# Zasavica I
Zasavica I (Засавица I), vagy Gornja Zasavica (Горња Засавица) település Szerbiában, a Vajdaságban, a Szerémségi körzetben, Szávaszentdemeter községben.

## Demográfiai változások
| 1948 | 1953 | 1961 | 1971 | 1981 | 1991 | 2002 |
| ---- | ---- | ---- | ---- | ---- | ---- | ---- |
| 925  | 978  | 969  | 913  | 924  | 864  | 836  |